# Funció esglaonada

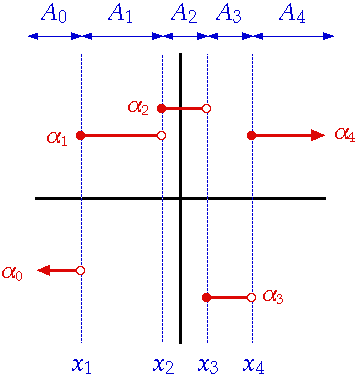
Exemple de funció esglaonada

Una funció esglaonada és la funció definida a trossos que en qualsevol interval finit [a, b] en què estigui definida té un nombre finit de discontinuïtats c1 < c₂ < ... < cn, i en cada interval obert (ck, ck+1) és constant, tenint discontinuïtats de salt en els punts ck.

## Característiques
Informalment, una funció esglaonada és aquella la gràfica té la forma d'una escala o una sèrie de graons (que no necessàriament han de ser creixents) en ser dibuixada. L'exemple més comú de funció esglaonada és la funció part entera. Altres funcions escalonades són la funció esglaó o funció esglaó unitari, i la funció signe.
La composició de qualsevol funció esglaonada  s (x)  i una funció qualsevol  f (x)  dona per resultat una funció escalonada  g (x) = f (s (x)) , sempre que  f (x)  estigui definida per a qualsevol valor de  x  en el rang de  s (x) .
Evidentment, la derivada d'una funció esglaonada és 0 en qualsevol punt en què es troba definida. No pot definir-se en els punts en què hi ha discontinuïtats.
el que fa que una funció sigui esglaonada són els seus radicals de tipus abc el que fa que sigui una mica més complexa